# Luis Montoya (Fußballspieler)
Luis Montoya (* 9. Mai 1951 in Cuautitlán Estado de México), auch bekannt unter dem Spitznamen El Huesos, ist ein ehemaliger mexikanischer Fußballspieler auf der Position eines Stürmers.

## Laufbahn

### Verein
„Huesos“ Montoya erhielt seine fußballerische Ausbildung bei seinem Heimatverein CF Cuautitlán und wurde 1968 vom mexikanischen Erstligaverein Club Necaxa verpflichtet. Seine beste Spielzeit war die Saison 1970/71, als Montoya 18 Treffer erzielte und nur 2 Tore weniger auf dem Konto hatte als der dreifache Torschützenkönig der frühen 1970er-Jahre, Enrique Borja.
Zur Saison 1971/72 wechselte Montoya zum Ligarivalen CF Monterrey, bei dem er bis 1978 unter Vertrag stand.

### Nationalmannschaft
Unmittelbar nach seinem Wechsel zu den Rayados wurde Montoya erstmals in die mexikanische Fußballnationalmannschaft berufen und bestritt im Juli 1971 zwei Länderspiele gegen Griechenland (1:1) und die DDR (0:1). Nach einer längeren Pause wurde er für das am 27. Oktober 1976 ausgetragene WM-Qualifikationsspiel gegen Kanada (0:0) erneut berufen und absolvierte 1977 noch drei weitere Länderspieleinsätze. Seinen Abschied aus der Nationalmannschaft feierte er beim 2:1-Sieg gegen Peru am 24. Mai 1977, seinem einzigen Sieg im Nationaltrikot.